# Piotr Smolewski
Piotr Paweł Smolewski (ur. 25 grudnia 1960 w Łodzi, zm. 20 marca 2023) – polski hematolog, wykładowca na Uniwersytecie Medycznym w Łodzi.

## Życiorys
Urodził się 25 grudnia 1960 r. w Łodzi. Uczęszczał do Szkoły Podstawowej Nr 35 w Łodzi (1967–1971), Szkoły Podstawowej Nr 99 (1971–1975), II Liceum Ogólnokształcącego im. Gabriela Narutowicza w Łodzi (1975-1979). W 1985 r. ukończył studia na Wydziale Lekarskim Akademii Medycznej w Łodzi. Specjalizował się z zakresu chorób wewnętrznych (pierwszego stopnia w 1988 r. i II stopnia w 1992 r.) oraz hematologii (2003 r.). W 1991 r. obronił pod kierunkiem prof. dr. hab. Euzebiusza Krykowskiego doktorat na temat oceny stężenia ferrytyny w surowicy, komórkach jednojądrowych krwi obwodowej i w węzłach chłonnych w diagnostyce i leczeniu nowotworów złośliwych wywodzących się z limfocytów B. W 2002 r. uzyskał habilitację na Uniwersytecie Medycznym w Łodzi za badania nad apoptozą nowotworowych komórek krwiotwórczych za pomocą fluorogennych inhibitorów kaspaz. W 2007 r. otrzymał tytuł profesora.
Po studiach pracował jako stażysta w Wojewódzkim Szpitalu Zespolonym im. Mikołaja Kopernika w Łodzi, w poradni chorób krwi. Zaraz potem związał się zawodowo z Akademią Medyczną w Łodzi, gdzie został młodszym asystentem w II Klinice Chorób Wewnętrznych (1985–1986) i asystentem (1987–1993). Następnie był pracownikiem Kliniki Hematologii jako adiunkt (1993–2007) i profesor nadzwyczajny (2007–2012). Na Uniwersytecie Medycznym w Łodzi kierował laboratorium kliniki (od 2003 r.) oraz zorganizował (2003) i nadzorował Pracownię Cytometrii. Od 2008 do 2009 r. był p.o. kierownika Zakładu Hematologii Doświadczalnej, a następnie jego kierownikiem.
Pełnił funkcję prodziekana ds. dydaktyki Wydziału Pielęgniarstwa i Położnictwa (od 2008 r.), prodziekana ds. Kształcenia Podyplomowego Wydziału Nauk o Zdrowiu, prodziekana ds. Dydaktyki Oddziału Pielęgniarstwa i Położnictwa Wydziału Nauk o Zdrowiu oraz kierownika Studiów Podyplomowych na Wydziale Nauk o Zdrowiu (od 2011 r.). Był konsultantem wojewódzkim w dziedzinie hematologii.
Żonaty z Elżbietą Smolewską, miał jednego syna.
Zmarł 20 marca 2023 r. i został pochowany na cmentarzu rzymskokatolickim św. Wojciecha w Łodzi.

## Nagrody i odznaczenia
Odznaczony Złotym Krzyżem Zasługi (2012 r.) oraz Medalem 65-lecia Wyższego Szkolnictwa Medycznego w Łodzi (2010 r.). Otrzymał nagrodę naukową Ministra Edukacji Narodowej i Sportu (2002 r.), nagrodę naukową Ministra Zdrowia i Opieki Społecznej (2002 r.) oraz był wśród osób wyróżnionych przez MZiOS zespołowo (2004, 2005, 2006, 2007 r.). Ponadto wyróżniony został przez rektora Uniwersytetu Medycznego w Łodzi (wcześniej Akademii Medycznej) nagrodami dydaktyczno-naukową III stopnia (1990 r.), zespołową II stopnia (1999 r.), zespołową I stopnia (2005, 2008), naukową I i II stopnia (1992,  2003, 2007, 2011).

## Dorobek naukowy
Autor ponad 500 prac naukowych, głównie z zakresu hematologii onkologicznej, nowotworów układu chłonnego, metod cytometrii przepływowej i skaningowej, czynników prognostycznych w nowotworowych chorobach krwi, aktywności i mechanizmów działania nowych leków przeciwnowotworowych oraz zaburzeń apoptozy i cyklu komórkowego w wybranych zaburzeniach immunologicznych. Opracował nową metodę testu jąderkowego, morfometrii jąderek, technikę barwienia komórek i tkanek w przestrzeni kosmicznej, metodę fluorescencji różnicowej oraz technikę zastosowania fluorogennych inhibitorów kaspaz jako markerów apoptozy komórek nowotworowych. Promotor kilkunastu prac doktorskich oraz kilkudziesięciu magisteriów z pielęgniarstwa, położnictwa i analityki medycznej. Był także recenzentem prac habilitacyjnych i wniosku o nadanie tytułu naukowego profesora.